# Християнське богослужіння
Християнське богослужіння — богослужіння Новозавітної церкви.

## Апостольське християнське богослужіння

### Обрядовість
Апостольське богослужіння було точним відтворенням Таємної вечері, яка у свою чергу генетично пов'язана з ритуальною юдейською трапезою. Навіть називалося це «хлібопереломленням» або «агапою» (буквально «вечерею любові»). І таким чином, власне Євхаристія була включена в загальну трапезу. По ходу її здійснювалося благословення і переломлення хліба, а потім передавали по колу чашу з вином. Яка-небудь обрядова обстановка і літургійний чин, природно, були відсутні. Не було навіть престолу (жертовника) і учасники возлежали навколо звичайного столу, як це зображає фреска «Переломлення хліба» з римських катакомб святої Пріскилли (рубіж I і II ст.). Прот. Гористий описує її так: «За напівкруглим столом возлежать шість учасників вечері, а праворуч столу поміщається бородатий чоловік, переломлюючий хліб. У його ніг стоїть чаша і два блюда: одне — з двома рибами, інше ж — з п'ятьма хлібами.» Вся агапа проходила в звичайному триклінії. Віруючі отримували хліб з рук предстоятеля прямо в свої руки, а потім поочереді відпивали з чаші.

### Проповідь
Через цю нерозвиненість обряду основне місце в богослужінні займала проповідь (як зараз у протестантів). Апостолові Якову навіть доводилося боротися з балакучими проповідниками. В зв'язку з цим доречно пригадати і інший епізод, що відноситься до 58 р. Повертаючись зі своєї III подорожі, апостол Павло зупиняється в Тріаді. Шляховий журнал місії так розповідає про це:
«У перший же день тижня, коли учні зібралися для переломлення хліба, Павло розмовляв з ними і продовжував слово до опівночі. У світлиці де ми зібралися були досить світильників. Під час тривалої бесіди Павлової, один хлопець, на ім'ям Євтих, що сидів на вікні, занурився в глибокий сон, і похитнув сонний впав вниз з третього поверху… Павло, зійшов схилився до нього і обійнявши, сказав: не турбуйтеся; бо душа його в нім. Повернувшись же, переломив хліб і скуштувавши, розмовляв навіть до світанку, і потім вийшов» (Дій. 10, 7-11).
З цього запису ми дізнаємося досить багато подробиць: Богослужіння відбувається вночі. «У перший же день тижня», тобто в ніч на воскресінні.
«У світлиці», розташованій на третьому поверсі і освіченій багатьма «світильниками». Вона не дуже велика, оскільки слухачам тісно, і один хлопець навіть сидить на підвіконні. Такі верхні світлиці в грецьких будинках зазвичай служили столовими.
«Переломлення хліба» (звичайно, з молитвами, які не згадані) складає лише невеликий епізод в багатогодинній бесіді, причому мова йшла про питання настільки складні, що якийсь байдужий хлопець заснув і впав. Зрозуміло вже ми б не заснули, а віддали б півжиття, щоб послухати Павла. Про що він міг говорити? Про Вчителя, якого ніколи не бачив? Про Його вчення? Так зазвичай і думають, забуваючи про те, що Павло тут не апостольствує, а літургіствує у вже сформованій общині. Та і коли він апостольствує, Павло ніде не говорить: «Ми проповідуємо вчення Христа». Він говорить: «Ми проповідуємо Христа Розіп'ятого, для Юдеїв спокуса, а для еллінів Безумство» (1 Кор. 1:23).
У цьому кардинальна відмінність християнства від всіх інших вчень, наприклад від буддизму. Будда рятує від незнання і рятує своїм вченням. Христос рятує від смерті і рятує Своїм хрестом. Отже Павло говорив, звичайно не про вчення, а про спокутний хресний подвиг, продовженням якого є Євхаристія. Адже тільки через Євхаристію ми залучаємося до Спасителя і Його перемога над гріхом і смертю стає нашою. Євхаристійні бесіди ап. Павла — це абсолютно особливе літургійне богослів'я. Досить нагадати його знамениту доксологічну формулу, яка увійшла у всі наступні літургії аж до наших днів: «Благодать Господа нашого Ісуса Христа, і любов Бога Отця і причастя святого Духу…» (2 Кори. 13, 13). (Адже це сказано за три століття до формування тиринітарного догмату). Ап. Павло в своїй проповіді серед язичників що відірвався від синагогальних стереотипів вже іменує свої збори екклесія (тобто «Церква»). Саме з апостола Павла починає розвиватися християнське богослужіння I століття.

### Читання
Перш за все саме з Павла йде традиція читання в церкві апостольських послань до цього, очевидно, читали тільки пророцтва. Павло вже в першому своєму листі до Фесалонікійців (51 р.) просить: «Заклинаю вас Господом прочитати це послання всім святим братам» (1 Фес. 5, 27). До Колосян: «Коли це послання прочитане буде у вас, то розпорядитеся, щоб воно було прочитане і в Лаодикійській церкві; а то, яке з Лаодикії, прочитайте і ви.» (Кол. 14, 16).

### Гімнографія
Далі Павло відзначає, що в його Церквах вже розвивається якась гімнографія: «…научайте і напоумляйте один одного псалмами, славослів'ями і духовними піснями; у благодаті оспівуючи в серцях ваших Господа» — пише він (Кол. 3, 16) — «Напучуючи самих себе псалмами і славослів'ями і співами духовними» (Еф. 5, 19).
Зрозуміло, що співали псалми по юдейському звичаю. У Євангелії від Матвія сказано, що відразу після Таємної вечері апостоли (а може бути і Сам Христос) «співаючи пішли на гору Елеонську» (Мф. 25, 30). Павло пише коринфянам: «Коли ви сходитеся, у кожного з вас є псалом …» (1 Кори. 14, 26).
Але що таке — «славослів'я» і «духовні пісні»?
Своєму учневі Тимофію, поставленому на чолі Ефеської церкви, Павло пише: «перш за все прошу здійснювати молитви, прохання, моління, дяки за всіх людей…» (1 Тим. 2, 1). Ймовірно, це і є «славослів'ї» в широкому сенсі. При цьому я не виключаю і славослів'я у вузько-спеціальному сенсі, тобто ангельського гімну: «Слава в вишніх Богові…», хоча передання відносить його на початок II століття.
Немає сумніву, що вже апостоли читали молитву «Отче наш». А якщо ми врахуємо, що у першохристиянських письменників «хліб наш насущний» — це хліб євхаристія, то можна припустити, що молитва Господня читалася під час хлібопереломлення. Інші «молитви» були, очевидно, спонтанними, бо сказано, що вони народжувалися «в серцях… Господу». Юдеї читали свої молитви особливим чином, злегка співучо — очевидно, цей звичай перейшов і до апостольських общин.
Але найцікавіше, що крім псалмів і молитов Павло говорить про «духовні пісні» тобто вже власне про гімни церкви Новозавітньої. І найкраще те, що ми знаємо ці гімни, тому що гімни першохристиянських общин увійшли в Євангелію і фрагменти їх в Апокаліпсис. Так євангелист Лука, учень Павла, поміщає на початку свого Євангелія т.з. «Пісня Богородиці» (Лк. I, 45-55) і «Пісня Захарі» (Лк. I, 68-79). І за розміром і по образності це саме пісні:
Пісня Богородиці «Величає душа моя Господа, і зрадів дух мій…»
Ми досі співаємо цей гімн перед 9-ою піснею канону утрені. Але до кожного вірша додаємо величання: «Чеснішу Херувимів і славнішую без зрівняння Серафимів…» завдяки чому Пісня Богородиці називається у нашому уставі «Чеснішую».
Пісня Захарії «Благословенний Господь Бог Ізраїлів…»
Цю пісню ми не використовуємо, а католики співають її у себе на утрені.

### Гласолалія
Цей духовний дар був отриманий в день П'ятидесятниці і використовувався тільки в богослужбових зібраннях. Саме у цій площині його і слід розглядати а не як надприродні перекладацькі здібності. Інакше навіщо б потрібний був апостолу Петру грецький перекладач Марк?. Апостол Павло володів цим даром, але застерігав від зловживання ним (1 Кори. 14, 10).
Перші слухачі апостолів сприймали глосолалію, як раптове усунення мовних і національних меж, що розділяють людство. Але це був лише вторинний ефект, пророчо вказуючий на майбутнє благодатне єднання людства у Вселенській церкві. Не забудемо, що у розділених розколом коринфян і глосолалія ставала незрозумілою для слухачів і потребувала особливого дару тлумачення (1 Кори. 12, 10, 30).
Як осмислити всі ці факти? Професор літургіки М. Скабаланович висунув наступну дотепну теорію: «Глосолалія була стихійною спробою створення вселенської богослужбової мови. Це мета-язык першохристиянства, який перевершував мови окремих народів і можливо був синтетичною мовою, а не тільки свідоцтвом екстатичного збудження і молитовним даром» Сліди цієї метамови залишилися в сучасному літургійному житті. Такі, наприклад, вигуки: Премудрість! — (грец. Σοφια), вказуючий на особливу важливість моменту.
Амінь — (євр. «Так буде») і особливо: Згодом Церква не раз намагалася повернутися до загальної богослужбової мови.

## Літургія кінця І століття
Як ми знаємо, в I столітті єпископів ще немає. Немає і священників вони з'являться тільки в IV столітті. Немає взагалі антитези «священники» і «миряни», бо всі члени народу Божого володіють царствено-священницькою гідністю. Цю гідність вони отримують в таїнстві хрещення і особливо в таїнстві миропомазання. Але не забудемо, що таїнства Священства ще немає. Є особливе служіння предстоятельства. Згідно апостолові Павлу(1 Кори. 12, 28,30; Єф. 4, 11) здійснювачами богослужіння є: апостоли, але головна функція їх служіння — заснування церков. Крім того після гоніння Нерона більшість з них загинула.
Залишилися: Пророки, тобто ті, що мають особливий дар одкровення. Учителі, тобто ті що мають харизму благодатного учительства. Ще Оріген ставить їх нарівні з пресвітерами. І цілком ймовірно, що пресвітери, як такі пішли саме від вчителів.
Вони мали дар слова, вони вчителювали під час синаксиса (Літургії оголошених) і цілком ймовірно, що вони ж очолювали народ що Божий приносить дяку. Бо в Апостольський період дяку приносив весь Народ Божий. Переломлював хліб і подавав чашу старійшина — пресвітер.
Отже, ми можемо уявити собі тепер збори Євхаристії кінця I століття: Першенствує старий пресвітер, який сидить на тронному піднесенні. Справа і зліва від нього «сідалище», тобто місця сослужащих пресвітерів, які розташовані півколом. Перед ним «Жертовний престіл», що вже зформувався, і семісвічник: Послідовність літургійних елементів.
Чинопослідування літургії кінця I століття приблизно виглядало так:
1. Спів псалмів, а можливо і гімнів. — 1 Кор. 14, 26
2. Читання Святого Писання — 1 Кор. 14, 26
3. Повчання (або Проповідь) пресвітерів — 1 Кор. 14, 26
3.1. Вислови пророків і міркування — 1 Кор. 14, 29.
4. Молитви за себе і всіх людей — 1 Тим. 2, 1-2.
5. Подяка Господу і переломлення хліба.
6. Подання Святих Дарів під обома видами.
Я не стверджую, що ця послідовність елементів дотримувалася кожного разу неухильно. 1-й, 3,1 і 4-й пункти могли блукати практично по всій літургії. Але в цілому схема тяжіла саме до цих опорних точок.

## Богослужіння II століття

### Місця богослужбових зборів
Мабуть саме поняття про християнський храм було відсутнє в апостольській спадщині. Богові служили «в дусі і істині», а «храмом» вважалося само тіло християнина: «Хіба ви не знаєте, що ви храм Божий, і Дух Божий живе у вас?» (1 Кори. 3, 16;). Першу згадку про храм ми зустрічаємо тільки в 201 р., коли Ефеський християнський храм був зруйнований повінню. Отже, впродовж всього II століття храмів ще не було, і храмове богослужіння розвинутися не могло.
Виняток становила велика Римська церква, яку гоніння, що починаються, змусили освоювати катакомби. У катакомбах легко влаштовувалися підземні храми (крипти). Тому богослужіння в Римській церкві почало розвиватися прискореними темпами (про що свідчить Юстин Філософ і Іполит Римський).
На Сході Євхаристію як і раніше здійснювали в домашніх триклініях. Це були парадні їдальні для гостей — великі загальні зали іноді з колонами в дальніх частинах. Єдиним нововведенням тут був особливий престол, який греки називали «трапеза», а римляни — «алтарія». Учасники божественної трапези вже не лежали оскільки їх було дуже багато, а сиділи на лавах. за їх спинами тіснилися оголошені, а потім виходили у внутрішній дворик — перистиль. Найбільше, що ми можемо знайти в II столітті — це молитовні будинки, які належали приватним власникам і нічим не виділялися серед останніх. ???Голубцов

### Агапи
Із найстаріших літургійних документів довідуємося, що вірні збираючись на літургію, приносили зі собою хліб і вино і жертвували їх Богові. Частина з тих жертвованих приносів служила для літургійних цілей, це як євхаристійні дари, а решту використовували для вечері любові або так звані агапи.
Агапа (грец .αγάπη — любов), в християнських общинах особлива сумісна трапеза — ,,вечеря любові" — що мала добродійні цілі і що спочатку включала здійснення Євхаристії. Можливо про агапів говориться і в 2-му Посланні ап. Петра: ,,Вони насолоджуються обмінами своїми, бенкетуючи з вами". З послань священно мучиника Ігнатія Богоносця зрозуміло, що спочатку так називалася трапеза, на якій здійснювалася Євхаристія, — він  використовує терміни «Євхаристія» і «Агапи» як взаємозамінні (Послання до Смірнянам. 8); починаючи з II ст. Агапи. називаються сумісні несакраментальні трапези християн, направлені в першу чергу на допомогу бідним.
У I ст. існувало декілька традицій проведення загальних трапез, аналогічних агапів. У юдаїзмі практикувалися сумісні братські трапези, що отримали подальший розвиток в юдейських аскетичних течіях, — в Кумранській общині і в общині терапевтів в Єгипті. В Римській імперії існували трапези похоронних язичницьких колегій, критики християнства (наприклад Є. Ренан) порівнювали їх з агапами, дослідники схиляються до того, щоб вважати Агапи продовженням сумісних трапез Ісуса Христа з своїми учнями. У Евангеліях можна знайти декілька видів таких трапез: трапези до Таємної вечері (Мтф 14. 15-21, 15. 32-38; Мк 6. 35-44, 8. 1-9; Лк 9. 12-17; Ін 6. 3-13 і ін.), Тайну вечерю (Мф 26. 20-30; Мк 14. 22-26; Лк 22. 14-20; 1 Кор 11. 23-26), трапези людей і апостолів після неділі Христової (Лк 24. 30-31, 41-42; Ін 21. 9-14; Діє 10. 40-41). У Діяннях святих апостолів згадуються сумісні трапези перших християнських общин, під час яких відбувалося переломлення хліба, тобто здійснювалася Євхаристія (Дія 2. 42, 46; 20. 7); крім того, ці трапези мали на своїй меті допомогу вбогим (Дія 6. 1-2). Докладний опис раньохристиянських трапез — «вечері Господньою» (греч. Kuriakon deipnon) — приводить ап. Павло (1 Кори 11. 20-34); імовірно вона починалася Причастям Тіла Христового, після чого слідувало куштування звичайної їжі, і закінчувалася Причастям Кров'ю Христовою. Такий порядок відповідає опису Тайної вечері у євангелиста Луки (Лк 21. 17-20); юдейські братські трапези також включали куштування вина, ломлення хліба, власне трапезу, куштування останньої чаші вина з читанням особливих благословень. Характерно, що апостоли, згадуючи про трапезу християн, застерігали від негідної участі в ній (1 Кор 11; 2 Петра 2). Ап. Павло вказує Коринфянам на необхідність розрізнення між Євхаристією і звичайною їжею і радить не змішувати їх. «А якщо хто голодний, хай їсть дома» (1 Кор 11. 33-34). Отже, ще за життя апостолів виникла тенденція до розділення євхаристичної і неєвхаристичної трапези. Зі слів апостола, інших Новозавітніх книг та ранніх християнських джерел можна зробити висновок, що в перші століття Євхаристія з'єднювалося з вечерями любові. Як вважає проф. Голубцов, тільки завдяки тісному зв'язку з Євхаристією та Приношенням агапи могли отримати назву «Вечері Господньої».
Пам'ятки кінця I ст. і перші роки II ст. свідчать про здійснення Євхаристії ще безпосередньо під час загальної трапези. У посланнях свящ. Ігнатія Богоносця терміни «Євхаристія» і «Агапи» вживаються як взаємозамінні; Пліній Молодший повідомляє про 2 види зборів християн у Віфанії, передсвітанковому і вечірньому, на котрі вони збираються, щоб «покуштувати їжу безневинного роду». Якщо довіряти Плінію, то другий вид зборів скоріше є агапи, чим Євхаристія, оскільки християни на його вимогу погодилися припинити ці збори. У «Дідахи» поміщено 3 молитви (гл. 9-10): перші дві — молитви благословення чаші і хліба, потім «після насичення» слідує 3-а молитва, що завершується словами «Якщо хто святий, хай підходить, а хто немає, той нехай кається» . П. Баттіффоль, О. Казель, Л. Буйе, Л. Ліжье, Х. Лицман і ін. учені вважають, що в «Дідахи» трапеза ще не відокремлена від Євхаристії і слідує після куштування хліба. Буйе вважає молитву над хлібом на початку трапези молитвою благословення євхаристичного Хліба, а молитву після трапези — молитвою благословення євхаристичної Чаші; трапеза поміщається між Причастям Христового Тіла і Крові; цей порядок, ймовірно, відповідає порядку «вечері Господньої», за свідченням ап. Павла. Слід такого порядку загальної трапези зберігся в хрещальній літургії «Апостольського передання» свящмч. Іпполіта Римського: згідно цьому пам'ятнику, новоохрещення після Причастя Тіла Христового куштують воду, молоко і мед і лише після цього — Кров Христову (гл. 21).
У II столітті поступово затвердився звичай причащатися Св. Таїн нащесерця (формально він був закріплений тільки в 393 р. Гиппонського собору, повтореним в 419 р. Карфагенським собором, Карфагенського собору — Никодим [Мілаш]. Правила. Т. 1. З. 29-31; Т. 2. З. 144, 189—191). Затвердження звичаю нічого не куштувати раніше Причастя привело до того, що трапези стали влаштовуватися тільки після Євхаристії (хоча в Олександрійському богослужінні практика здійснення Євхаристії після Агапів існувала і в V ст. Побічно це підтверджує мученик Юстин Філософ в 1-ій Апології (гл. 13, 39): говорячи про суворий йому чин літургії, він мовчить про здійснення Агапів, але згадує про приношення (ймовірно, для Агапів) в кінці літургії. Такі приношення є проявом добродійності. Перетворення загальних трапез на майже виключно добродійну акцію, очевидно, пов'язане з позбавленням Агапів їх сакраментального компоненту — Євхаристії.
З кінця II — початок III ст. терміни «Агапи» і «Євхаристія» вживаються в різному значені, Агапи виділилася в самостійний чин. Часом здійснення Євхаристії все частіше ставав ранок, про що говорять Тертулліан, свящмч. Кіпріан Карфагенский (Послання 63, до Цецилія), «Заповіт Господа Нашого Ісуса Христа» (I 26-28). Агапи як і раніше влаштовувалися  у вечері.
Розповідаючи про Тайну Євхаристії за Апостольських часів, треба згадати про один із проявів літургічного життя перших християн, а саме т. з. «Вечері Любові», які тісно пов'язані з Апостольською Літургією. Так як Євхаристія була виконанням заповіту Ісуса Христа, так і «Агапа» була спомином останньої Христової Вечері і інших, що відбулися з Ним, задовго до Тайної Вечері (Мт. 8, 11; Лк. 8, 29; 16, 16-24, 22, 29-30), за час Його земного життя. Назви «Агапа», «Вечеря Любові», за Апостольських часів вона називалася спільнота, хоч цей термін вперше вжито в соборному Листі Юди (вірш 12). Про Агапу свідчать Апостольські Діяння (Діян. 2, 42-46) та перший Послання до Коринфян (1 Кор. 11, 18-34). Докладного опису, звичайно, нема, але з тексту (Діян. 4, 2) можна зробити висновок, що на Агапах прислужували самі апостоли. Щодо часу, коли саме справляли Агапу, то в цьому питанні серед учених нема згоди: одні, ґрунтуючись на Діяннях апостолів (20, 7-11), думають, що Апостольська Літургія починалася Агапою в вечері, інші — що Агапа й Євхаристія за Апостольських часів відбувалися вранці.
Текст Діянь апостолів (20, 7-11), що розповідає про події в Троаді, подає більші подробиці про збори для переломлення хліба й про час цих зборів. Першого ж дня тижня, коли учні зібралися для переломлення хліба, Павло, бажаючи відійти наступного дня, бесідував з ними й говорив до опівночі. У кімнаті, де ми зібралися, було багато світильників. Підчас довгої Павлової бесіди, один юнак, на ім'я Євтихій, міцно заснув, і, хитнувшись сонний, упав додолу з третього поверху, і його підняли мертвим. Зійшовши Павло, ліг на нього й, обнявши його, сказав: «Не турбуйтеся, бо душа його в ньому». Увійшовши й переломивши хліб і споживши, бесідував довго, аж до світанку, і потім відійшов". Без сумніву, тут мова йде про Агапу, яка відбувалася в неділю ввечері, мала науки (бесіди) Апостола й закінчилася Святою Євхаристією перед світанком.

### Домашнє причастя
Щоб краще зрозуміти першохристиянську літургію слід звернути увагу, що в кінці обох літургій, описаних Юстином, диякони відносять хліб євхаристії хворим і тим рабам, які не змогли відпроситися на недільну службу. Значить, окрім церковного було і домашнє причащання.
В кінці II століття Тертулліан пише до жінки, яка була у шлюбі з язичником: «Невже чоловік не помітить, що ти тайком з'їдаєш перед кожним прийомом їжі? А коли він дізнається, що це всього лише хліб, що він в своєму неуцтві подумає про тебе?». Значить, відносили хліб євхаристії додому і на буднях причащали себе самі навіть по кілька разів на день. Воістину це і був «хліб наш насущний», про який просили в молитвах Господа: «дай нам на кожен день». Яку ж високу свідомість євхаристії мали в порівнянні з теперішнім часом, коли багато хто причащається один раз на рік.
Про якогось скульптора, що перейшов в християнство, той же Тертулліан пише: «Простягає до Тіла Господнього руки, що недавно творили діла демонів» («про ідолопоклонство»). Його сучасник, Климент Олександрійський, помічає: «Роздрібнивши Євхаристію по звичаю, деякі єпископи пропонують кожному з народу самому брати частину її…» («Стромати», 1, 1). Якщо вино відпивали з чаші, то хліб євхаристії приймали в руки, і можна було узяти декілька шматків і, загорнувши в хусточку, понести додому, а там опустити у вино, яке освячуючись від Тіла, перетворювалося на Кров. І готова домашня Євхаристія. Звернемо увагу на цей типово римський момент: одного Тіла Христового достатньо для Євхаристії, бо воно освячує все.
Згодом, в XII столітті, католики почнуть причащати мирян під одним виглядом, тобто тільки Тілом. І досі практикують цей спосіб хоча на особисте прохання можуть і умочити облатку у вино. Це стало можливим тому, що звичай причащатися по будинках утримався на заході до X століття. Але і на Сході під час гонінь Св. Хліб тримали в будинках і щодня причащалися, готуючи себе до мучеництва. Після епохи гонінь звичай цей почав відмирати. Але св. Василь Великий ще пише, що «Всі ченці, що живуть в пустелях, де немає ієрея, зберігають причастя в будинку і самі себе причащають. А в Олександрії і в Єгипті і кожен хрещений мирянин має у себе причастя в будинку і сам себе причащає, коли захоче». Це були рецидиви загального «царственого священства» Народу Божого, які дійшли до IV століття від Апостольського часу.

### Євхаристійне спілкування
В II столітті був дивовижний звичай спілкування євхаристії між Церквами. Правда, Лаодикийський Собор 170 р., з приводу гонінь імператора Марка Аврелія, заборонив його 14-м каноном і ухвалив, що навіть «в свято Великодня не посилати Св. Дари в інші Церкви у вигляді благословення». Але після закінчення гонінь звичай воскрес, бо чи можна уявити собі зворушливіший вираз вселенськості і соборності Церкви? І на початку V століття єп. Павло Ноланський пише Блаженному Августину: «Ми просимо тебе прийняти хліб, який ми послали тобі на знак однодумності».

### Встановлення Таїнства Євхаристії
Про встановлення таїнства Євхаристії на Тайній Вечері розповідають перші три євангелисти: Матфей (26, 17-21; 23, 26-88), Марк (14, 12-18; 22-24) та Лука (22, 7-20). Вони свідчать, що Таїнство звершене під час пасхальної вечері. Але євангелист Іоан пише, що юдейська пасха була наступного дня після Тайної Вечері (Ін. 13, 1-2; 19, 14, 31). Такі відомі літургісти та богослови як проф. М. Успенський і проф. Д. Богдашевський вважають Тайну Вечерю пасхальною юдейською трапезою. При збігу першого дня опрісноків (15 нісана) з суботою пасха в часи життя Спасителя не мала переваги над суботою. Цей закон вступав у силу в п'ятницю увечері, і тому не допускалось заколювати пасхальне ягня 14 нісана увечері, якщо 14 нісана припадало на п'ятницю. Воно переносилось на попередній вечір, тобто на 13 нісана (єп. Касіан). Євангелисти однаково говорять про розп'яття Ісуса Христа в п'ятницю (Мф. 27, 62; Мк. 15, 42; Лк. 24, 54-56; Ін. 19, 42) і, як прибавляє єв. Іоан Богослов, «та субота була день великий» (19, 31), бо нею починалась неділя опрісноків. З цього можна зробити висновок, що "заколення пасхального ягняти в рік Страстей необхідно було звершити не в п'ятницю 14-го, а в четвер 13-го нісана. При цьому передання регламентувало саме заколення, а не споживання. Споживання ж могло мати місце як і в день заколення, так і наступного дня, тобто 14 нісана. Тому члени синедріона могли споживати пасху 14 нісана, що погоджується зі словами св. єв. Іоана (18, 28). Але Господь знав про Свою смерть 14 нісана і міг звершити Тайну Вечерю на добу раніше. Для створення уяви про хід Тайної Вечері необхідно розглянути ритуал старозавітної пасхи. Ось її короткий опис. При настанні сзята господар або старший член сім'і заколював пасхальне ягня, роздавав його присутнім і розповідав історію встановлення пасхи. При цьому він промовляв псалми 113—118, що складали так званий галлел або молитву хвали та подяки. Під час першої та другої чаші прочитувались перші два псалми, які прославляли велич та силу Єгови, що була виявлена у визволенні євреїв з полону. Перед 2 — ю чашею глава сім'і у відповідь на запитання сина, чим ця ніч відрізняється від інших ночей, роз'яснював, згідно з книгою Виходу (12, 26), ціль і значення вечері, згадував визволення євреїв з рабства єгипетського. При споживанні 3 — ї чаші промовлялись інші псалми (115—118), в яких виражалась подяка Богу за допомогу і спасіння від бід і вміщувалась подячна пісня Месії за визволення Його від смерті. Промовивши слова останнього псалма: «благословенний, хто йде в ім'я Господнє» (Пс. 117, 26), господар брав 4 — ту чашу з вином і промовляв над нею молитву, в якій від усієї своєї родини прославляв і дякував Бога за дари Його благості в таких, приблизно, виразах: «Благословенний Ти, Господи Боже наш, Цар світу, що даєш хліб від землі», або «Благословенний Ти, Господи Боже наш, що створив лозу виноградну»; потім пив з чаші сам і те ж робили й інші учасники вечері.           
До описаних обрядів юдейської пасхи Ісус Христос приєднав чин новозавітної Євхаристії. Це доповнення складалось з подяки, благословення з молитвою хліба і чаші, переломлення хліба і роздавання апостолам з промовлянням відомих слів встановлення Таїнства.

## Літургія в III столітті

### Поява храмового богослужіння
Від III століття до нас дійшли достатньо багато літургійних пам'яток, головні з яких: «Апостольський переказ Іполита Римського» і «Testamentum» («Заповіт»). Вони свідчать про різкий стрибок в розвитку богослужіння, який пояснюється тим, що воно стало храмовим.
Перші натяки на існування самостійних храмів відносяться ще до кінця II століття. Спочатку християни влаштовували їх в якихось «старих будівлях» (Евсевій), а потім, в царювання імператора Коммода (180—192) почали будувати нові. Тертуліан і Климент Александрійський († 215) вже згадують про храми у вигляді окремих будівель.
При ліберальному імператору Александрові Севері (222—235) християни придбали ділянку землі для храму, але це місце було вигідним для споруди харчевні і шинкарі почали з християнами судовий процес. Проте, імператор втрутився і вирішив справу на користь християн.
Коли святий Григорій Чудотворець прибув в Неокесарію (а це було близько 240 р.), «негайно приступив він до побудови храму… Храм цей видимий донині… Цей великий чоловік заклав його на найвиднішому місці міста» — пише автор його житія святий Григорій Ніський.
Очевидно, таким же «видним» був храм в тодішній столиці імперії Никомедії, про руйнування якого гонителями свідчить Лактанцій: «Удосвіта дня пришли до храму нашого військові і поліцейські чиновники із значним загоном варти і, розламавши двері, почали палити священні книги, все грабувати і руйнувати. Галерій і Діоклетіан байдуже дивилися на це позорище, бо Никомедійський храм був побудований на піднесенні і можна було бачити його з палацу. Вони міркували між собою, чи віддати спалюванню цю священну будівлю…».
Едикт імператора Діоклетіана, виданий в 302 р. повеліває «всюди руйнувати храми вщент». Значить, до кінця III століття вони вже були «всюди».
Як же вони могли виглядати?
57-й розділ II книги «Апостольських постанов» (це якраз III століття) вказує: «Нехай буде будівля продовгаста, обернене на схід, з притворами по обох сторонах, подібно до корабля. (тобто це — базиліка). В середині нехай буде поставлений престол єпископа, а по обох сторонах його хай сидять пресвітери і стоять одягнені в повне облачення диякона. У іншій частині будівлі хай сидять миряни… жінки повинні займати місце окремо… Посередині читець, вставши на піднесенні хай читає книги… А сторожі хай стоять при входах, охороняючи їх…».
Храм вже поділявся на вівтар і загальну частину посеред якої — «піднесення» (праобраз майбутнього амвона). Праворуч від нього чоловіки, зліва — жінки. У вівтарі — престол єпископа (майбутня кафедра) і сопрестолія пресвітерів. Не згадано, але з інших джерел відомо, що на північ від престолу, у вхідних дверей, стояв стіл для приношення (майбутній жертовник), звідки брали хліб і вино для освячення.
Іншим типом якнайдавніших храмів були крипти і кубікули римських катакомб. Кубікули — це фамільні склепи з напівкруглими нішами в стінах, де стояли мармурові саркофаги. Тут опочивали мощі святих (відомо, наприклад, що на початку VII ст. папа Боніфаций IV вивіз з катакомб 32 вози з мощами).
Крипти — це ряд приміщень або кубікул, сполучених в одне ціле. Тут вже можливо було якесь внутрішнє убрання, стояли лави, стіни були розписані фресками. Найбільш відома з таких катакомбних крипт — церква в усипальні св. Агнеси, відкрита в 1842 р. патером Мазкі і що відноситься якраз на початок III століття. Проф. А. Голубцов так описує її: «Вона складається з п'яти квадратних кубікул, сполучених між собою по прямій лінії. Звичайна катакомбна галерея розрізає цей продольник на дві нерівні половини: Одну в дві кубікули (для жінок), іншу — в три… що призначалися для чоловіків і вівтаря. Останній займав цілу кубікулу і відділявся від двох останніх, ймовірно, ґратами, лінія яких позначена півколонами. У передній стороні вівтаря влаштована напівкругла ніша, а в ній — висічене з каменя єпископське місце, по сторонах якого знаходяться кам'яні лави для пресвітерів…»
Престол не зберігся, але очевидно, що їм служив саркофаг мученика.
Отже, на Заході храми виникли в катакомбах, а на Сході в базиліках. Це відмінність у походженні храмів Сходу і Заходу позначається досі ось у яких літургійних особливостях.
У східних храмах Євхаристія здійснюється на антимінсах, які виникали також в III столітті як переносний престіл. Під час гоніння, при руйнуванні храму, єпископ або пресвітер міг здійснювати літургію в лісі або на кладовищі, словом, де завгодно, маючи антимінс з частинкою мощей. І досі православні здійснюють Євхаристію на антимінсі.
Римські ж християни під час гонінь ховалися в катакомбах, здійснюючи Євхаристію в криптах і кубікулах на саркофагах своїх мучеників. У цьому випадку престолом служила горизонтальна плита (т.з. mensa), що прикривала гробницю. Отже на Заході не було необхідності в антимінсах. І досі в католиків замість нашого антимінса вживається кам'яна дошка з частинкою мощей, яка лежить у виїмці престолу. Цей священний камінь називається sakra petra. А католицький плат — корпорал це зовсім не антимінс, а він, швидше відповідає наший плащаниці.
Крім того, оскільки в катакомбах не було комах, то не було і потреби покривати від них Св. Дари. Тому у католиків немає ні покривців, ні звіздіці, ні ріпід. Немає і окремого жертовника, оскільки все здійснювалося на саркофагу (майбутньому престолі). Тому і сам престол у них кам'яний, а у нас — дерев'яний (оскільки семантично це — обідній стіл).

### Час звершення літургії
Зрозуміло, що поява спеціальних християнських храмів привела до швидкого розвитку богослужіння і перш за все Літургії. Цьому сприяла ще одна обставина: на Заході в III столітті відокремлена від агапи Літургія повсюдно переноситься з вечора на ранній ранок, про що свідчить вже Тертуліан: «Таїнство Євхаристії ми приймаємо в передсвітанкових зборах». Про те ж говорить його наступник Кипріян Карфагенський († 258), як би ще виправдовуючись: «Правда Господь не вранці, а після вечері запропонував змішану чашу… по Христу належало принести жертву увечері, щоб самим часом показати захід і вечір. А ми святкуємо воскресіння Господнє вранці».
На більш традиційному Сході Літургії ще служили ночами, а в Єгипті ця нічна Літургія затрималася навіть до V століття, про що свідчить Сократ.
Дуже важливо, що саме відрив від агапи і перенесення Літургії на ранок, викликали звичай причащання натщесерце. Це також відбулося на Заході і було остаточно зафіксоване на Карфагенському Соборі 391 р., який ухвалив, «щоб до Євхаристії приступали натщесерце».
Далі: наявність постійних храмів дозволила служити Літургію частіше: до трьох разів на тиждень.
Християни перш за все, як і раніше причащались в 8 день, «день Господній», тобто в неділю.
Потім також і в суботній день, який для всього язичницького світу залишався «вихідним».
Далі — в середу і п'ятницю, як в пісні дні. І, нарешті, — в дні свят, до яких в III столітті відносилися: Великдень, П'ятидесятниця, Богоявлення і дні пам'яті місцевих святих.
Саме ці дні згадані в «Заповіті»  кінця III століття, а в наступному столітті Василь Великий пише: «Ми причащаємося чотири рази в седмицю: у день Господній, в середу, п'ятницю і суботу».
Нагадаю, що відношення до причащання було абсолютно іншим і всі вірні причащалися за кожною Літургією. Тому і вважали себе християнами, що в них щодня поновлювався Христос і будував з них Своє Тіло — Церкву. Отже, епоха євхаристії продовжувалася. І лише це тотальне евхаристіне життя може нам пояснити перемогу Церкви в період «Великих гонінь» III століття.

### Склад літургії в III столітті
Подивимося тепер, як здійснювалася сама Літургія, тобто продовжимо читання 57-го розділу II книги «Апостольських ухвал»: «… Тут, на середині, читець, вставши на піднесенні (тобто на амвоні) хай читає книги: Мойсея і Ісуса Навина, Суддів, Царств, Іова, Соломона і 16-ти пророків. Через два читання інший хто-небудь хай співає псалми Давидові, а народ хай підспівує останні слова. Після того хай читаються Діяння і послання Павла… А потім диякон або пресвітер хай читає Євангеліє… Під час читання Євангелія всі пресвітери і диякони і весь народ хай стоять в глибокій тиші… Потім хай навчають народ пресвітери… після ж всіх їх єпископ, як годиться керманичеві».
Це класичний Синаксис (як він існує зараз в католицькій церкві). Цікаві і зауваження дисциплінарного характеру: «Молодші хай сидять особливо, якщо є місце, якщо ж немає хай стоять на ногах, а старші по літах хай сидять по порядку… То ж і у відділенні жінок… Заміжні і такі, що мають дітей також повинні мати особливе місце, а діви, вдови і пресвітерісси повинні сидіти попереду всіх. Спостерігати ж за місцями повинен диякон…»
Після синаксиса починається Літургія вірних: "Після виходу оголошених і кающихся, всі разом, вставши і повернувшись на схід, хай моляться Богові, «що вознісся на небо небес на сході» (Пс. LXVII, 34) … Диякон же стоїть поряд єпископа хай скаже народу: «Та ніхто проти кого-небудь, та ніхто в лицемірстві» Потім хай вітають один одного, чоловік чоловіків, а жінки жінок, цілуванням про Господа (цілування миру) … І хай диякон підносить молитву про всю Церкву, про весь світ, священствующих, начальницьких, про єпископа і імператора (майбутня Велика ектенія). Після того архієрей хай благословить народ… і хай скаже: «Спаси Господи людей Твоїх і благослови насліддя Твоє» (Пс. XXVII, 9), яке придбав Ти дорогоцінною Кров'ю Христа Твого (Дій. XX, 28) і нарік «царственим священством» і «народом святим» (1 Петро. II, 9) — Ще всі пам'ятали про своє царствене священстве, а імператора поминали в останню чергу.
«Після цього хай буде возносима Жертва при стоянні і безмовній увазі всього народу. І коли вона буде вознесена, тоді кожен розряд, один за іншим, хай причащається Тіла Господнього і дорогоцінної Крові в порядку, з повагою і благоговінням… Тим часом двері повинні бути зачинені, щоб не увійшов хто невіруючий або необізнаний».
Цей порядок в головних своїх елементах схожий з тим, який описував в II столітті мч. Іустин Філософ. Перед нами все та ж Апостольська Літургія. Але наш свідок, що ревниво зберігає святиню від «невіруючих і необізнаних» умовчав про саме цікаве для нас: про молитву Євхаристії. На щастя, ми можемо знайти цю молитву в «Апостольському Переданні» Іполита Римського.

### Канон євхаристії святого Іполита по «Апостольському переданні» і його структура
Ми вже говорили, що цей якнайдавніша літургіко-канонічна пам'ятка (бл. 220 р.) по жанру складає собою найраніший церковний устав або так звану пра-сакраментарій. Він складається з 43-х розділів-канонів, що стисло висловлюють правила присвячення і обрядові норми римської церкви почала III століття. Але в «Пролозі» св. Іполита говорить, що фіксує не просто традиції і звичаї, а Передання церкви, яке Дух Святий дарує «непохитно віруючим», наставляючи їх на всяку істину. У цьому розумінні Передання, як одкровення Боже, він слідує своєму великому вчителеві Іринею Ліонському. Текст молитов може і мінятися з часом, але Дух благодаті і істини, який їх пронизує незмінний і сьогодні ми в цьому переконуємося.
Якнайдавніша молитва Євхаристії висловлюється в 4-му каноні і є одним безперервним текстом від «Достойно и праведно…» до завершального славослів'я. Це текст єпископа, який в реальності, очевидно, доповнювався молитовними вигуками віруючих: «Амінь» і «Свят, Свят, Свят…» По всіх ознаках це грецький текст, хоча до нас дійшла тільки латинська версія оригінал втрачений. Про старовину цієї молитви говорять відгомони юдео-християнства: найменування Христа «Отроком», згадка про «святий народ» і так далі Текстуальний аналіз показує, що окремі вирази запозичені з «Послання Варнави» і творінь мч. Юстину Філософа, так що спадкоємність тексту безперечна.
В цілому — це молитва христологічного характеру, що трактує про Втілення Сина Божого і Його Спокутну жертву. Ця молитва звернена до Бога-Отця, Якому приноситься дяка «євхаристія» за послання Сина Визволителя. Потім згадуються всі головні етапи Спокутування (Втілення, Таємна Вечеря, Хресна смерть і Воскресіння). І закінчується молитва проханням про послання Св. Духу на Дари, створюючі Церкву з тих, що причащаються ними. Послідовно згадується Отець, Син і Дух Святий і вся молитва є розвитком доксологічної тринітарної формули з якої вона, очевидно, і виросла. Тому, якщо розбирати цю молитву структурно, то ми побачимо тут три яскраво виражених розділи:
Дякування (Praefatio) Богові-Отцеві.
Спогад (Anamnesis) про спокутний подвиг Сина (що містить «установлені слова» таїнства).
Покликання (Epiklesis) Св. Духу на Дари і на вірних, таких, що причащаються від цих Дарів.
Як ми побачимо далі, ці три частини плюс Sanktus містяться у всіх подальших канонах Євхаристій.

### Літургія по «Заповіту»
Як ми вже згудували «Testamentum» «Заповіт» — це сирійська пам'ятка кінця III століття. Його унікальність в тому, що він дає докладний виклад чину Літургії вірних, повідомляє текст всіх її молитов і описує всю дію. Чому не описана Літургія огоголошених? Тому що з попередніх розділів виявляється, що Літургія «Заповіту» є продовженням «передсвітанкових зборів» (Утрені). Наставивши оголошених читанням і повчанням, єпископ відпускав їх з особливою молитвою і починав Літургію для вірних. З тексту видно, що вона складається з 5-ти частин.
1. Проскомідія.
Диякони приймали (тільки від вірних) приношення (тобто хліб і вино). При цьому записували імена тих, що приносили і тих, за кого були зроблені приношення. Потім відбирали 3-4 хліби, змішували вино з водою і поставляли все це на престол. І поки єпископ з пресвітерами, поклавши руки на хліби, вимовляв молитву пропозиції, записані імена прочитувалися дияконом або читцем. (У сучасній Літургії цей момент відповідає нашому Великому входу).
2. Цілування миру — тобто взаємне вітання на знак любові і однодумності. У нас цей обряд зберігся тільки на Паску («христосовання»), в звичайних Літургіях він відбувається у вівтарі і про нього нагадує тільки вигук диякона: «Полюбимо один одного» (перед Символом віри). Католики і протестанти на знак вітання потискують один одному руки (після «Отче наш»).
3. Виголошування диякона щодо Євхаристії не мають аналога в нашому богослужінні. Це чисто сирійський елемент, згодом замінений єктенією.
4. Канон євхаристії теж типово сирійський і ще без римського Sanktus-a, який в III столітті до Сходу, очевидно, ще не дійшов. Він складається з трьох класичних частин: Префация Анамнесис — Епіклесис і завершується т.з. Інтерцесією, тобто ходатайственной молитвою. Цей канон Євхаристії дивує нас своєю протяжністю. Видно, що він надзвичайно розвинувся до кінця III століття і збагатився чисто східною кольористою образністю.
5. Причащання і подячна молитва.
Практика причащання: якщо в II столітті, за свідченням св. Юстина, і хліб і вино роздавалися дияконами, то в III столітті хліб подавав персонально тільки єпископ біля престолу. Віруючі підходили прямо до престолу і отримували Св. Дари в руки. А після цього відпивали з чаші, що підноситься пресвітером або дияконом. 
Свт. Діонісій еп. Александрійський пише папі Римському Ксисту, що в його Церкві не допускається жінкам під час місячного очищення підходити до престолу для прийняття Св. Тайн. Отже, в інші дні вони (як і чоловіки) причащалися на самому престолі. До такого ступеня живі ще були традиції «царственого священства» народу Божого.

### Звершення Євхаристії у ІІІ— столітті
В III столітті чин Євхаристії мало відрізнявся від практики II ст. Як і Ориген, представник Александрійської школи, так і Святий Кипріан Карфагенський, представник північної Африки, в численних своїх творах зазначають ті самі основні моменти чину, які відомі нам і з творів письменників II ст. Той самий поділ Богослужіння на підготовче (проскомідія), повчальне (для оголошених — читання Святого Письма, повчання, моління) та євхаристичне.
Ориген подає нам деякі деталі про Агапи, що мають уже головним чином поминальний характер: «Коли святкуємо їхню пам'ять (покійних), закликаємо благочестивих разом зі священниками й однаково з кліром гостимо вірних. При цьому нагодуємо бідних і неімічних, вдів і сиріт, так щоб наше свято було на спомин та заспокоєння душі» (Іов. 3).
Святий Кипріан Картагенський подає зовсім ясну вказівку на відокремлення Євхаристії від Агапи й перенесення першої на ранок. Виступаючи проти звичаю деяких єретиків (напр., евіонитів, маркіонитів, енкратитів тощо), а саме — проти вживання для Євхаристії лише води, Св. Кипріан дає таке пояснення цього питання: «Дехто, напевно, спокушається тією думкою, що хоч ранком і приноситься сама вода, проте ввечері, коли ми приходимо на трапезу, ми приносимо розбавлену чашу. Але на час вечері ми не можемо скликати всього народу, щоб звершити праведне Таїнство в наявності цілого братства. Правда, Господь не вранці, а ввечері подав змішану чашу. То чи вже ж і ми повинні святкувати Вечерю Господню ввечері й давати розбавлену чашу наявним на зборах? За Христом треба принести жертву ввечері, щоб самим часом показати й захід, і вечір світу… Як ми святкуємо воскресіння Господнє вранці».
У тім самім посланні до Цельсія Св. Кипріан підкреслює необхідність кінцево зберігати обряд Тайної вечері, а, головне, повторення слів Спасителя під час установлення Святої Євхаристії: «Напередодні Своїх мук узявши Він чашу, поблагословив і дав Своїм учням, кажучи: пийте з неї всі. Це Кров Моя Нового Завіту, що проливається за багатьох для визволення з гріхів». У тому ж посланні Святий Кипріан свідчить про існування особливої молитви, яку читає Предстоятель після освячення Дарів, а в ній ясно давався спомин про муки і смерть Спасителя. Молитва ця названа спомином.
У посланні до Доната, розділ 16, дається опис Агапи, що (як підтверджують і Тертулліан і Климент Александрійський) супроводжувалась співом псалмів. Із творів Святого Кипріана можна зробити повну уяву про порядок чину Євхаристії, яка складалася з читання Святого Письма, моління, посвячення, анамніси, молитви за покійних і нарешті, Причастя.
Закінчивши огляд письменників III століття перейдімо ще, нарешті, до окремої групи творів невідомих авторів, творів церковно-канонічного характеру, а саме: «Апостольських Постанов», «Завіту Господа нашого Ісуса Христа» тощо. На жаль, не маємо тут місця докладно подавати численні дані про Євхаристію й Агапу, які містяться у цих цінних творах III ст. (остаточного погляду на час їх появи ще нема). Обмежуємось тільки короткими замітками.
Агапу описують: «Заповіт», «Канони Іполита» й «Канони Єгипетські». Найкоротший опис подає перша пам'ятка, яка має декілька сторонніх заміток із термінами, не завжди зрозумілими для нашого часу, але добре відомими тогочасникам. Як «Заповіт», так і «Апостольські Постанови» дають досить докладний малюнок чину Євхаристії, що розвинувся на кінець III ст. вже дуже широко. Опис самих обрядів, священнодій — досить короткий, але тексти молитов подані повністю, а своїм розміром вони дуже широкі, що свідчить про їхню давність. У цих творах невідомих авторів знаходимо дані не тільки про саму Євхаристію, але й про цілу Літургію, що складалася з низки священнодій, які йшли в повній послідовності та порядку. Найкоротший чин Літургії дають «Єгипетські Постанови». Крім елементів Літургії, згаданих вище, знаходимо там епіклезу, тобто призивання Святого Духа на Дари, благословення єлєя й сиру, вознесіння Дарів, подячні молитви після Причасті, благословення й відпуст. Найдокладніший і найповніший чин подають «Апостольські Постанови» та «Заповіт». У цих пам'ятках маємо вже єктенії (єпископська та дияконська), перелік діянь Господніх чи так званих префацій. Звичайно, центральне місце займає епіклеза, звернена до Пресвятої Тройці в «Заповіті».
Подаємо тут ці епіклези. Ось із «Апостольських Постанов» (VII, 12): «майбутній Його другий прихід, коли прийде Він зі славою й силою судити живих та мертвих і воздати кожному по ділах його, приносимо Тобі, Цареві й Богові, як Він установив, хліб цей й чашу цю, дякуючи Тобі, що Ти зробив нас достойними стати перед Тобою й святу дію звершувати Тобі, і молимо Тебе, щоб милостиво споглянув на ці Дари, які перед Тобою, Найщасливіший Боже, полюбив їх на честь Христа Свого й послав на жертву цю Духа Свого Святого, свідка мук Господа Ісуса, щоб Він показав хліб цей Тілом Христа Твого й чашу цю — Кров'ю Христа Твого, щоб причасники цього зміцнилися в благочесті, одержали визволення від гріхів, позбулися диявола й лестощів його, наповнились Духа Святого, стали достойними Христа Твого, отримали життя вічне, бо Він примирив Тебе, Владико й Вседержителю. Ще молимось, Господи, й про Святу Церкву Твою, що від краю й до краю, що Ти зібрав її дорогоцінною Кров'ю Христа Твого, щоб Ти зберіг її міцною й непорушною до кінця віку, і про ціле єпископство, що правильно навчає слово правди. Ще молимо Тебе й за мене найменшого, що приношу Тобі, і за все священство та дияконів і за цілий клір, щоб ти, умудривши, всіх наповнив Духа Святого».
Епіклеза з «Завіту» (Іо, 23): «Приносимо Тобі цю подяку, Споконвічна Тройце, Господи Ісусе Христе, Господи Отче, що перед Тобою всяке тво¬ріння й уся природа тремтить, утікаючи в себе, Духу Святий, ми принесли це пиття й цю поживу Святості Твоєї, зроби так, щоб воно було нам не на осуд, не на осудження чи на знищення, але на зцілення й підтримку нашого духу. Так, Боже, дай нам, щоб через ім'я Твоє відбігала кожна думка про невгодні Тобі речі. Господи, зроби, щоб кожну погордливу думку можна було вигнати з нас Твоїм іменем, записаним в середині завіси Твоїх небесних Святинь, іменем, що почувши його, пекло обезуміло, глибина (темнота) розірвана, духи вигнані, дракон розбитий, невір'я викинене, непослух поборене, злоба здавлена, заздрість бездіяльна, пиха осудже¬на, скупість викорінена, чванливість минає, пиха принижена, усякий корінь зла знищений. Тому дай, Господи, очам нашим бачити Тебе, згадуючи Тебе і служачи Тобі, маючи свою долю в Тобі одному, Сину й Слово Боже, що Йому все підлегле. Підтримай до кінця тих, що мають Дари пророчі, зміцни тих, хто має Дари зцілення, зроби сміливими тих, хто має силу мов, навчи тих, хто працює в слові навчання. Піклуйся про тих, хто завжди виконує волю Твою, відвідай вдів і сиротам допоможи. Пам'ятай про тих, хто спочив у вірі, і подай нам насліддя зі Святими Твоїми, обдаруй нас силою бути Тобі угодними, як вони угодні Тобі. Наставляй народ у праведності й освяти всіх нас. Але дай, Боже, щоб усі, хто бере участь і приймає їх, Святих (Таїн) Твоїх, могли бути одне з Тобою, так щоб вони могли бути сповнені Духом Святим для закріплення віри в правді, так, щоб вони могли завжди приносити Тобі й Твоєму улюбленому Сину Ісусу Христу хвалу, що через неї Тобі слава й сила з Духом Твоїм Святим навіки-віків».
Ми обмежились тут наведенням основних євхаристичних молитов, епіклез, тільки двох найхарактерніших творів, «Завіту» й «Апостоль¬ських Постанов». Більш-менш подібні дані про Євхаристію знаходяться і в інших подібних творах, наприклад, у «Канонах Іполита», де нема повного тексту Літургії, але є вказівка на принесення дияконом дарів і положення на них руки єпископа й пресвітерів із виголошенням відповідної молитви. Те саме й у «Єгипетському церковному уставі». «Ефіопський Церковний Устав» подає євхаристичний Канон уже повний.
До руйнування єрусалимського храму в 70 році християни ще могли брати участь у богослужінні Ізраїлю, тобто юдейському.
Але по руйнуванні храму і розриві з юдаїзмом літургійне спілкування між християнами та юдеями припинилося.
Головне богослужіння християн з I століття і далі — вчинення євхаристії, а також інших таїнств — в першу чергу хрещення та священства, з самого початку нерозривно пов'язаних з євхаристією.
На Сході до VI століття склалася досить складна богослужбова система, що складається з 4-х богослужбових кіл:
1. добового кола — включає наступні послідовно здійснювані служби: 9-та година, вечірня, повечір'я, полуношниця, утреня, 1-а година, 3-а година, 6-а година, літургія (в ті дні, коли з якої-небудь причини не можна служити літургію, по 6-й годині відбувається обідниця);
2. седмичного кола;
3. нерухомого річного;
4. рухомого річного, який сформувався навколо свята Великодня.

Науковим і богословським вивченням богослужіння в системі церковних наук займається літургіка.